# Marko Podraščanin
Marko Podraščanin (serbisch: Марко Подрашчанин; * 29. August 1987 in Novi Sad, Jugoslawien) ist ein serbischer Volleyballspieler.

## Karriere
Podraščanin begann seine Karriere 2004 bei OK Vojvodina Novi Sad. Mit dem Verein gewann er 2005 und 2006 den serbischen Pokal sowie 2007 das nationale Double. Am 16. Juni 2006 debütierte er in der serbischen Nationalmannschaft. Bei der Europameisterschaft 2007 belegten die Serben mit Podraščanin den dritten Rang. Im gleichen Jahr wechselte der Mittelblocker in die italienische Liga zu Famigliulo Corigliano. 2008 erreichte er mit der Nationalmannschaft das Finale der Weltliga. Er nahm am olympischen Turnier teil, das für Serbien im Viertelfinale endete. Anschließend wurde Podraščanin vom Ligakonkurrenten Lube Macerata verpflichtet. Mit dem neuen Verein gewann er 2009 den italienischen Pokal. Außerdem stand Serbien erneut im Endspiel der Weltliga. Bei der Weltmeisterschaft 2010 kam die Nationalmannschaft auf den dritten Platz. 2011 gewann Podraščanin mit Macerata den Challenge Cup. Im gleichen Jahr wurde er durch einen Sieg gegen Italien Europameister und erhielt dabei eine individuelle Auszeichnung als bester Blocker des Turniers. 2012 war Macerata in der italienischen Meisterschaft erfolgreich.